# Otto Aichbichler
Otto Aichbichler (* 16. Mai 1908 in Unterbruckendorf, Gemeinde Sankt Georgen am Längsee, Kärnten; † 8. Februar 1997 in Sankt Veit an der Glan) war ein Kärntner Landwirt und Autor.

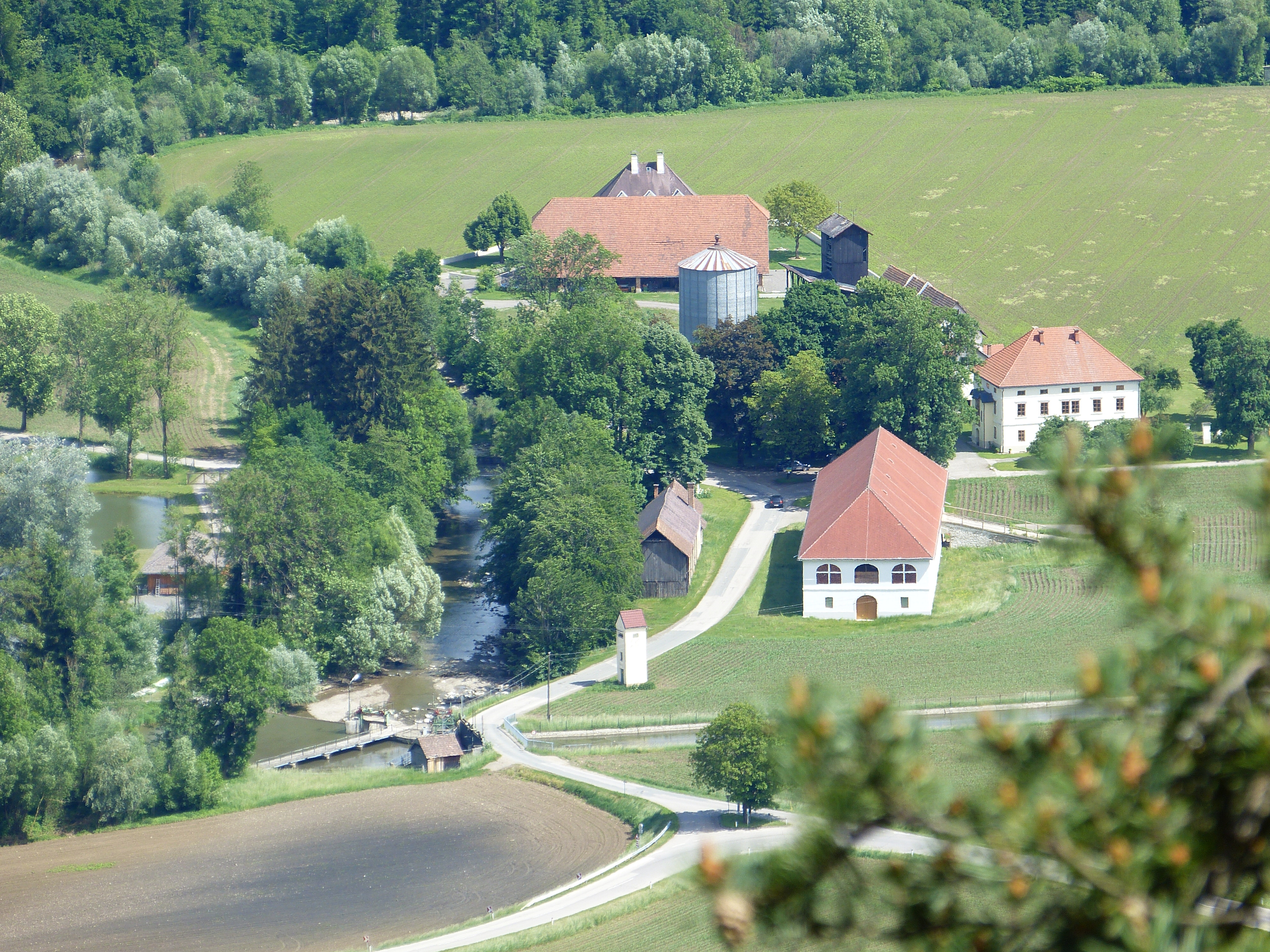
Gut Aichbichler, Unterbruckendorf

Aichbichler wurde als Enkel des Reichstagsabgeordneten Josef Aichbichler und als Sohn eines Gutsbesitzers geboren und besuchte die Unterstufe des Stiftsgymnasiums St. Paul, wo er Schüler von Switbert Lobisser war, und eine landwirtschaftliche Mittelschule. Er war ein Jahr Wetterwart auf dem Sonnblick, bevor er den väterlichen Landwirtschaftsbetrieb übernahm. 1934 erschien der Roman Die Unfreien.
Im gleichen Jahr heiratete er die Schriftstellerin Dolores Viesèr. In der Folge konzentrierte er sich auf den Betrieb der Landwirtschaft und einer Kunstmühle. Lediglich zum Lobisser-Buch verfasste er 1940 noch eine umfangreiche Einleitung.
Laut eigenen Angaben trat Aichbichler August 1934 der illegalen NSDAP bei, er beantragte dann am 13. Juni 1938 die reguläre Aufnahme in die NSDAP und wurde rückwirkend zum 1. Mai desselben Jahres aufgenommen (Mitgliedsnummer 6.161.769). Seit März 1938 war er zudem Mitglied im NSFK.

## Werke
- Die Unfreien, Schöningh Paderborn 1934
- Switbert Lobisser, Das Lobisser Buch. (Ein Geleitwort v. Otto Aichbichler.) - Klagenfurt: Kleinmayr 1940.